# Innan Glyvur
Innan Glyvur is een dorp dat behoort tot de gemeente Sjóvar kommuna in het zuiden van het eiland Eysturoy op de Faeröer. Innan Glyvur heeft 82 inwoners. De postcode is FO 494. Innan Glyvur ligt op de westelijke oever van het Skálafjørður fjord. Innan Glyvur werd gesticht in het jaar 1884.

## Externe link

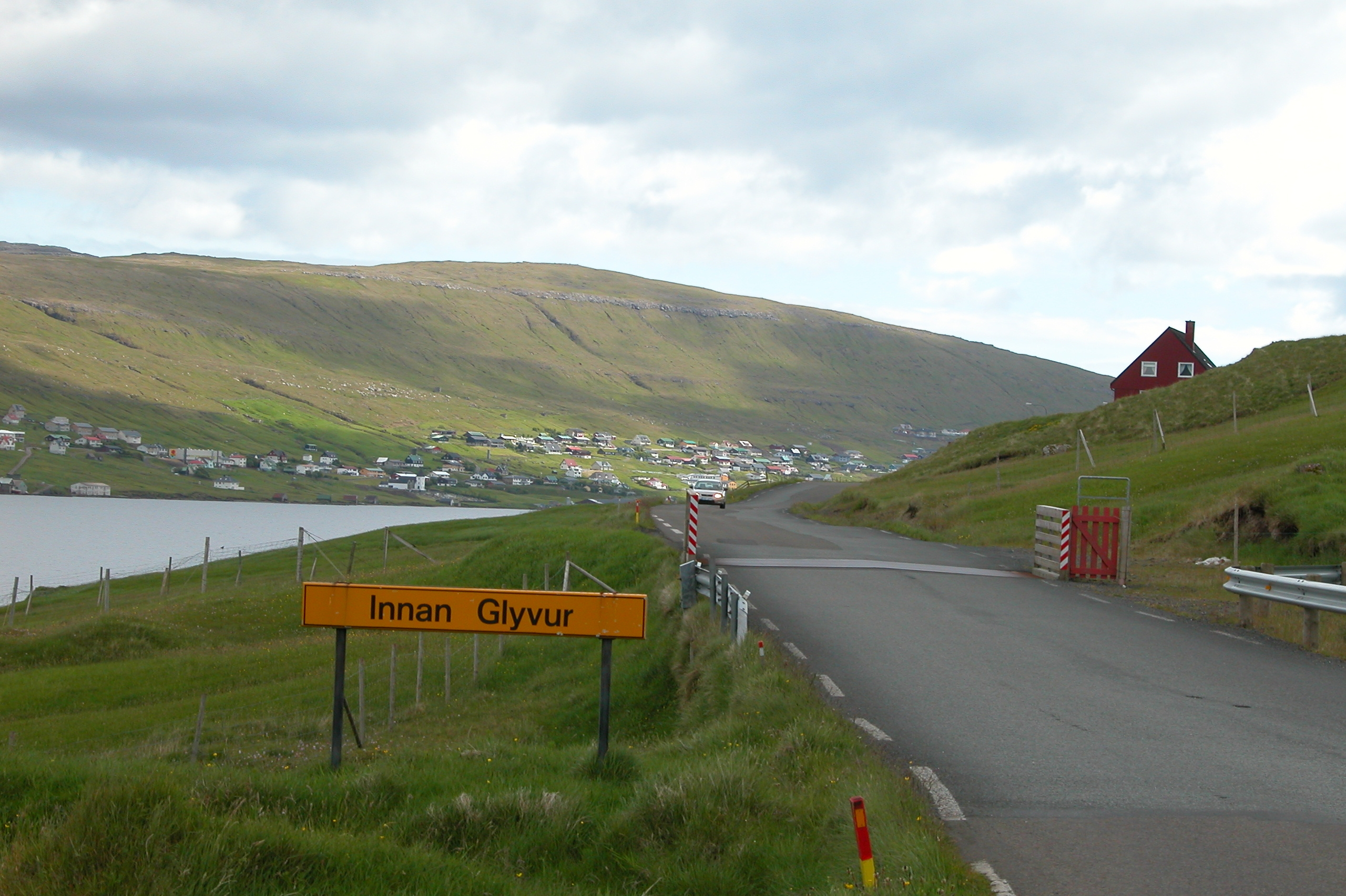
Innan Glyvur